# Mara (criminalidade)
A mara (ou marabunta) é uma forma de gangue originária dos Estados Unidos, que se espalhou para países da América Central como El Salvador, Honduras e Guatemala.

## Definição
Uma mara é considerada um grupo de delinquentes de origem latino-americana que residiram nos Estados Unidos, mas se espalharam para a América Central; nomeadamente, nos países pertencentes ao Triângulo Norte da América Central: Honduras, El Salvador e Guatemala. As maras não são apenas fenômenos da América Central; são transnacionais. Uma mara tem uma estrutura organizacional na qual há um líder encarregado de um quadro que, por sua vez, se ramifica em vários quadros. Cada um desses subgrupos tem funções internas como recrutamento de seguidores para tráfico de drogas, logística; ataques; inteligência, arrecadação e propaganda, assassinato e extorsão, entre outras atividades criminosas. Embora cada mara tenha sua regra interna, a ação de violência é a característica mais aparente desse grupo multiétnico.

## Formação e desenvolvimento
As maras têm raízes transnacionais intimamente ligadas a padrões migratórios. Essas gangues foram formadas na década de 1980 nos Estados Unidos por imigrantes ilegais oriundos de El Salvador, Honduras e Guatemala que fugiam de condições de vida difíceis (forte exclusão econômica e social) e até perigosas (guerras civis e ditaduras). Essa situação faz com que milhares de centro-americanos deixassem seus países de origem e migrassem para, especialmente (mas não exclusivamente), Los Angeles. Esses imigrantes enfrentariam um contexto social difícil nos Estados Unidos, sendo geralmente relegados a bairros marginalizados e vivenciando o desemprego. Lá encontraram em um local já estruturado de acordo com organizações criminosas. Como se sentiam excluídos, não tiveram outra escolha a não ser se juntar para formar sua própria gangue. Os membros das maras eram deportados para seus países de origem após terem cumprido suas penas nos Estados Unidos. Uma vez em sua pátria, continuaram a atividade criminosa formando gangues que funcionam como filiais das que estão nos Estados Unidos, resultando em um grande problema de segurança para os governos latino-americanos.

## Atividades
As atividades das maras vão desde tráfico de armas, assalto, roubo de automóveis, arrombamentos, tráfico de drogas, extorsão, tráfico de pessoas, fraude de identidade, roubo de identidade, jogo ilegal, imigração ilegal, sequestro, lavagem de dinheiro, contrabando de pessoas, prostituição, racketeering, roubo e vandalismo. Quase todas as maras exibem tatuagens em seus corpos como um sinal de sua afiliação à sua gangue.
As maras representam uma ameaça para muitas instituições, como governos, sistemas jurídicos e a polícia, e causam estragos em três níveis de segurança – segurança nacional, segurança pública e segurança cidadã. Acredita-se que não apenas as maras estejam penetrando nas forças policiais, grupos políticos e organizações não governamentais em todos os países em que se desenvolvem, mas também estabeleceram pequenos negócios e competem deslealmente, pois usam a violência contra os concorrentes. Como consequência, as democracias centro-americanas estão seriamente comprometidas.